# Sabine Drexler
Sabine Drexler, née le 17 août 1963, est une femme politique française. Apparentée au groupe Les Républicains, elle est élue sénateur du Haut-Rhin, le 27 septembre 2020.

## Parcours professionnel
Professeur des écoles de 1982 à 2020, Sabine Drexler œuvrait au sein du Réseau d’aides spécialisées aux élèves en difficulté (RASED) du secteur de Ferrette-Hirsingue depuis 1989 – Titulaire des options E et G.

## Parcours politique

### Mandats locaux
Élue locale depuis 1995, Sabine Drexler est aujourd'hui conseillère municipale de Durmenach. Elle occupe le poste d'adjointe au Maire de 2001 à 2020.
En 2015, Sabine Drexler est élue conseillère départementale du Haut-Rhin, du canton d'Altkirch. Depuis janvier 2021, elle œuvre au sein de la Collectivité européenne d'Alsace en tant que Vice-Présidente de la commission du patrimoine et du rayonnement touristique et culturel alsacien déléguée au patrimoine bâti et à la mémoire.
Depuis 2017, la loi interdit aux parlementaires de cumuler leur mandat national avec un mandat exécutif local, Sabine Drexler, qui est sénateur depuis son élection du 27 septembre 2020, doit donc rendre son écharpe de Maire-Adjoint et redevenir conseillère municipale de Durmenach.

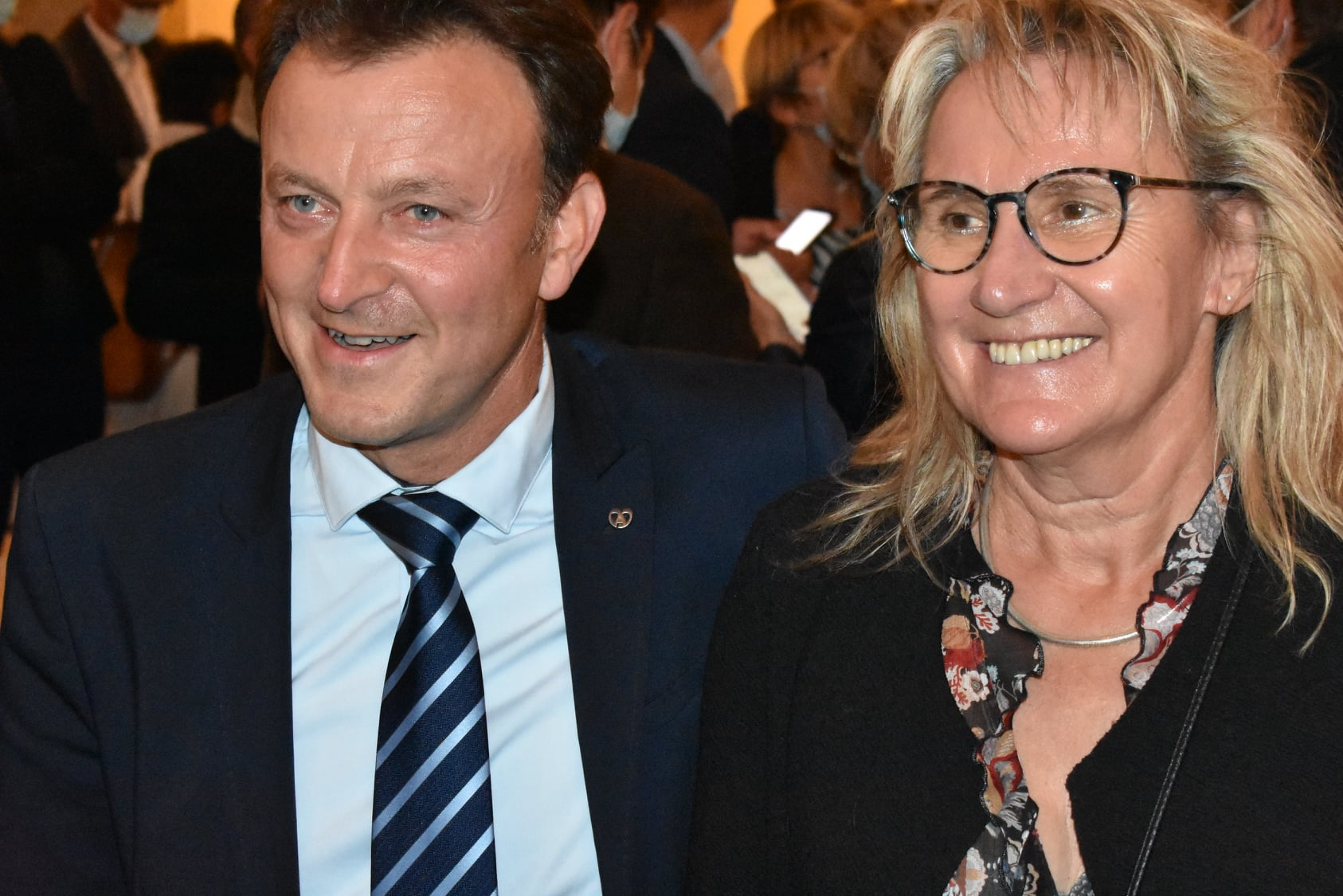
Christian Klinger et Sabine Drexler, le soir de leur élection comme sénateurs du Haut-Rhin, le 27 septembre 2020.

### Sénateur
Dans le cadre des élections sénatoriales de 2020, Sabine Drexler est élue sur la liste de la Majorité Alsacienne 68, menée par Christian Klinger.
Élue sénatrice le 27 septembre 2020, Sabine Drexler est apparentée au groupe Les Républicains du Sénat et œuvre au sein de la commission de la culture, de l’éducation et de la communication au Sénat.

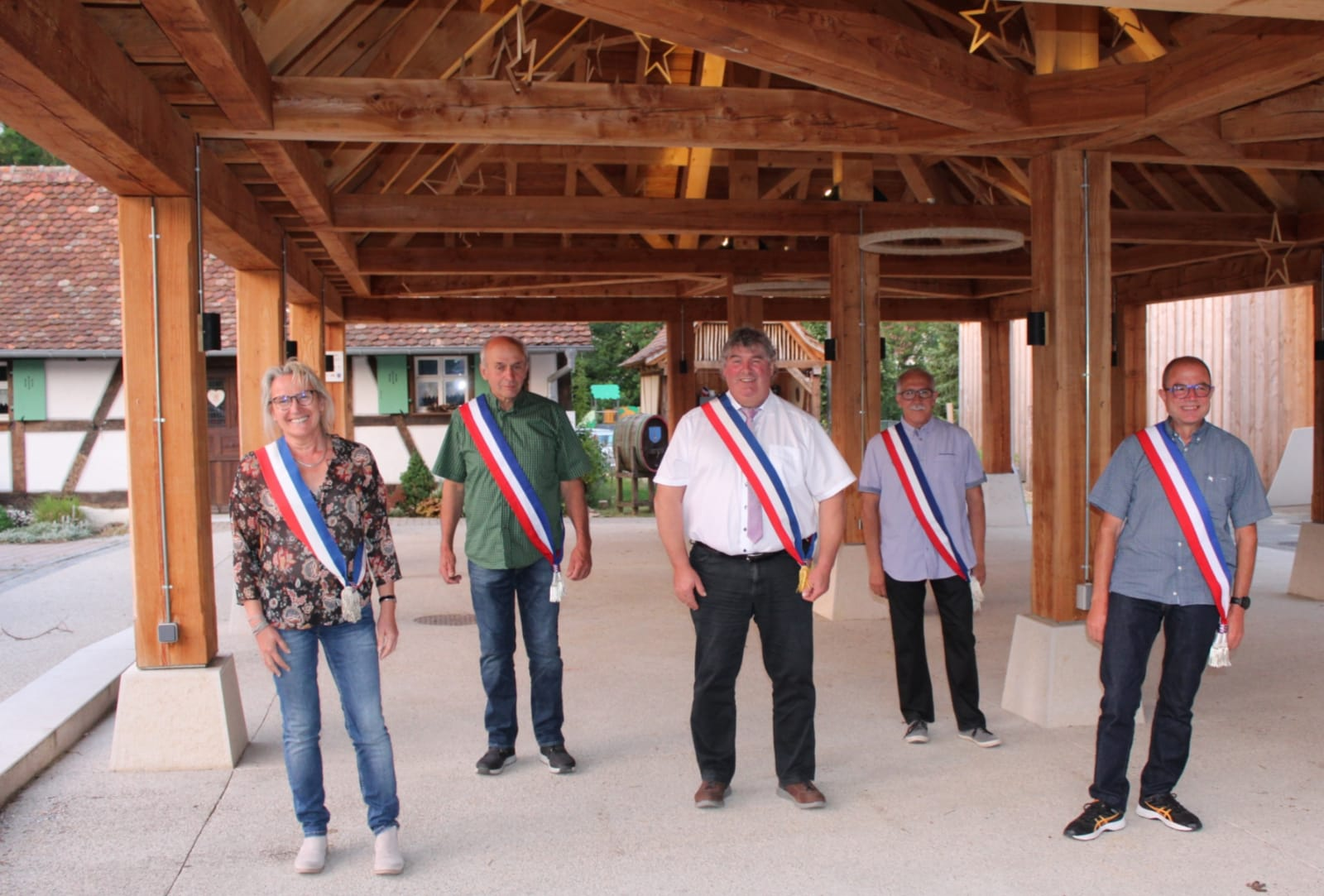
Élection de Sabine Drexler au poste d'Adjointe au Maire de Durmenach

## Parcours associatif
Très active dans le domaine de la préservation du patrimoine et de l’environnement, Sabine Drexler fonde en 2011 la Société d'Histoire de Durmenach et préside depuis 2014 aux destinées de l'association.